# Dyrektor generalny UNESCO
Dyrektor Generalny UNESCO – dyrektor generalny Organizacji Narodów Zjednoczonych do spraw Oświaty, Nauki i Kultury – UNESCO, najwyższy urzędnik Organizacji, kierujący pracami Sekretariatu, który realizuje programy przyjęte przez Konferencję Generalną UNESCO.
Obecnie wybierany przez Konferencję Generalną co cztery lata (w przeszłości co sześć lat). Dyrektor Generalny może być wybrany na kolejną czteroletnią kadencję jeden raz.
Dyrektor Generalny kieruje pracami Sekretariatu Organizacji, który wdraża w życie programy przyjęte przez Konferencję Generalną UNESCO. Odpowiada również za przygotowanie projektu programu pracy dla Organizacji oraz projektu jej budżetu, a także za opracowanie okresowych sprawozdań z działalności Organizacji. Obowiązki Dyrektora Generalnego mają charakter wyłącznie międzynarodowy – Dyrektor nie może ani żądać ani też otrzymywać instrukcji od żadnego z rządów, ani też od żadnej innej instytucji.
Pierwszym Dyrektorem Generalnym został w 1946 roku Julian Huxley z Wielkiej Brytanii. Od 2009 roku Dyrektorem Generalnym byłą Bułgarka Irina Bokowa, która jest pierwszą kobietą na tym stanowisku.

## Dyrektorzy Generalni UNESCO
Poniższa lista została sporządzona na bazie informacji opublikowanych na stronach Organizacji:
| Lista dyrektorów generalnych | Lista dyrektorów generalnych | Lista dyrektorów generalnych | Lista dyrektorów generalnych | Lista dyrektorów generalnych |
| Nr                           | Imię i nazwisko              | Zdjęcie                      | Lata urzędowania             | Kraj                         |
| ---------------------------- | ---------------------------- | ---------------------------- | ---------------------------- | ---------------------------- |
| 1                            | Julian Huxley                |                              | 1946–1948                    | Wielka Brytania              |
| 2                            | Jaime Torres Bodet           |                              | 1948–1952                    | Meksyk                       |
| 3                            | John Wilkinson Taylor        |                              | 1952–1953                    | Stany Zjednoczone            |
| 4                            | Luther Evans                 |                              | 1953–1958                    | Stany Zjednoczone            |
| 5                            | Vittorino Veronese           |                              | 1958–1961                    | Włochy                       |
| 6                            | René Maheu                   |                              | 1961–1974                    | Francja                      |
| 7                            | Amadou-Mahtar M’Bow          |                              | 1974–1987                    | Senegal                      |
| 8                            | Federico Mayor Zaragoza      |                              | 1987–1999                    | Hiszpania                    |
| 9                            | Kōichirō Matsuura            |                              | 1999–2009                    | Japonia                      |
| 10                           | Irina Bokowa                 |                              | 2009–2017                    | Bułgaria                     |
| 11                           | Audrey Azoulay               |                              | od 2017                      | Francja                      |